# Fred Moore
Robert Fred Moore (Los Angeles, 7 settembre 1911 – Burbank, 23 novembre 1952) è stato un animatore statunitense.
Ha collaborato soprattutto con Walt Disney.

## Biografia
Fu uno dei maggiori animatori Disney: ha animato L'apprendista stregone in Fantasia e, sempre nello stesso lungometraggio, nel segmento della Sinfonia Pastorale anche le centaurette, meglio conosciute come le "Freddie's Girls"; fu animatore anche in Cenerentola, Alice nel Paese delle Meraviglie (ha animato Bianconiglio) e Biancaneve e i sette nani.
Era molto famoso all'interno degli Studios Disney per i suoi disegni di donne nude.
Ha avuto due figlie che gli hanno dato tre nipoti.
Nel 1946 lasciò la Disney e andò a lavorare con Walter Lantz e solo nel 1948 tornò alla Disney.
Nel 1952, Fred Moore stava animando i bimbi sperduti de "Le avventure di Peter Pan" ma il 22 novembre ebbe un incidente stradale con sua moglie Virginia e il giorno dopo morì di emorragia cerebrale.